# YOSU-KO (アルバム)
『YOSU-KO』（ヨースコー）は、日本のシンガーソングライター、YOSU-KOの1枚目のアルバム。

## 内容
ソロデビュー作は共同編曲、サウンドプロデュースをJohnnie Fingersが担当した。

## 批評
CDジャーナルは「ロンドン録音で本領発揮のパワー・ポップ・サウンドを聴かせてくれる。やっぱり、この路線が彼本来の持ち味なのでは」と評した。

## 収録曲
全曲　作詞：ヤスダトキコ　作曲：YOSU-KO　編曲：YOSU-KO、Johnnie Fingers（特記以外）
1. Fun Fun Fun
2. Hi Mam
3. Travel Hix
作詞：YOSU-KO
4. 世界失くした男
5. Hero
6. End Of Day
7. No Wave	
作詞：YOSU-KO
8. 裸で眠る夜
9. Back To The ララ (Album Version)
10. Strange Tonight
11. My Girl
12. Here He Comes
13. Dust Star Bang Bang

## レコーディング参加
- YOSU-KO - ボーカル、ベース[3]
  - 弥吉淳二（stereo criminals） - ギター
  - 久嶋喜朗 - ドラム、パーカッション
  - 佐藤達哉 - キーボード、ピアノ
  - Johnnie Fingers - コーラス